# Короткошия черепаха червоночеревна
Короткошия черепаха червоночеревна (Emydura subglobosa) — вид черепах з роду Короткошиї черепахи родини Змієшиї черепахи. Інша назва «короткошия черепаха напівкуляста».

## Опис
Загальна довжина карапаксу досягає 25,5 см. Голова невелика. Карапакс обтічної форми. Лапи наділені невеликими перетинками.
Шкіра верхньої сторони голови й кінцівок — чорна, нижній — перехід від темно-сірого кольору до білого. З кожного боку голови: від носа через верхню повіку й далі до початку шиї тягнеться 1 широка світла смуга. Такі ж смуги тягнуться від носа до рота. Шкіра на підборідді червонувата. Карапакс темно-коричневий, майже чорний, по краю якого тягнеться тонка червона смуга. Пластрон має жовте забарвлення з червонуватим відтінком. Звідси походить назва цієї черепахи.

## Спосіб життя
Полюбляє річки, озера та лагуни. Значну частину життя проводить у воді. Поживою їй служить риба, ракоподібні, земноводні, молюски, комахи, безхребетні, водні рослини.
Самиця відкладає від 5 до 11 яєць розміром 40×20 мм. Інкубаційний період триває 48 днів при 30 ℃ навколишнього середовища в неволі.

## Розповсюдження
Мешкає на о. Нова Гвінея та на самому краї мису Йорк у Квінсленді (Австралія).